# Gabriel Malagrida

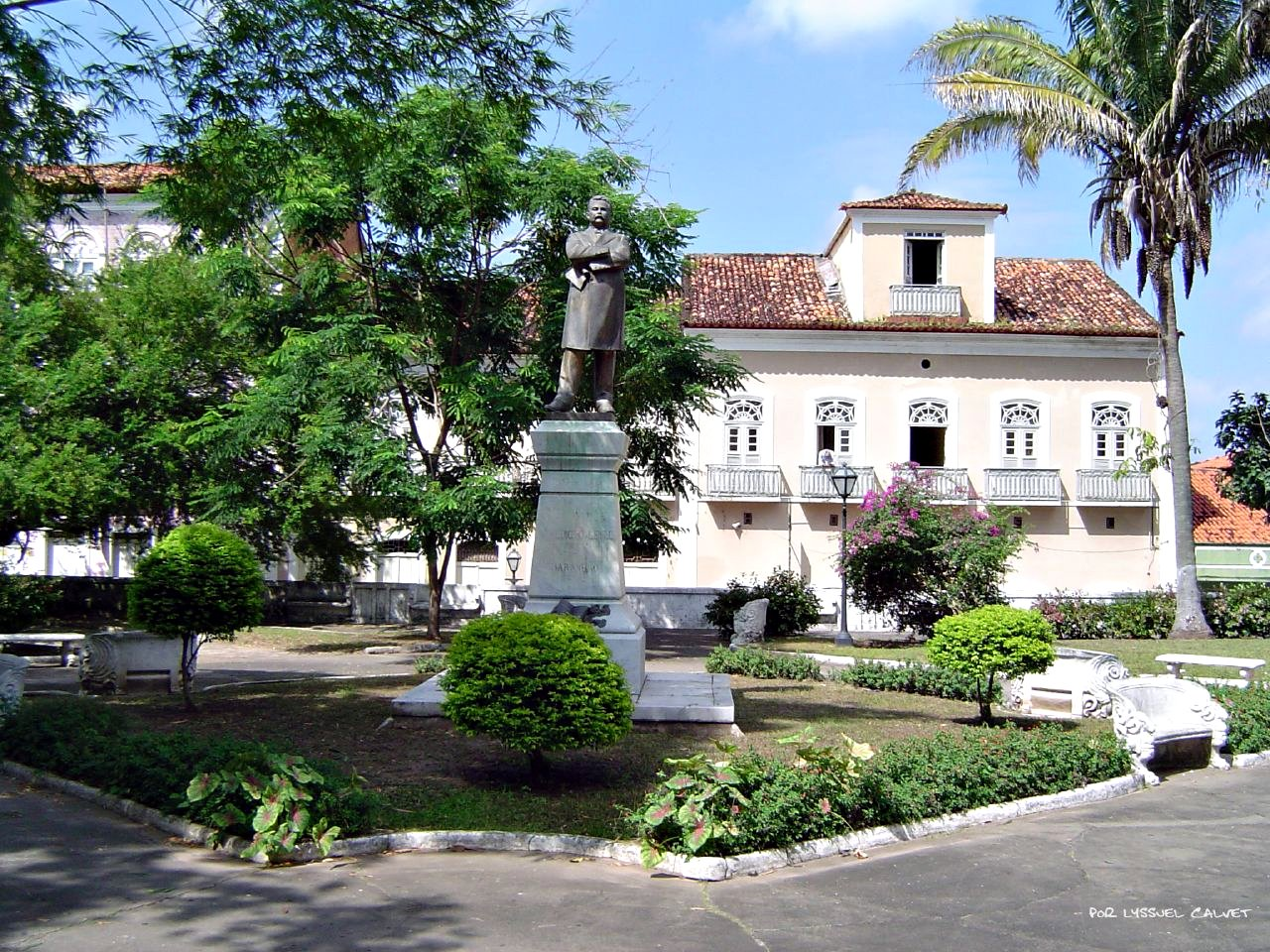
Praça Benedito Leite
entre as ruas das Ruas de Nazaré, Palma e Beco da Sé, ou seja, um dos edifícios mais antigos do São Luís, no edifício agora renovado "Centro Caxeiral", "Recolhimento de Nossa Senhora da Anunciação e Remédios" — Abrigos para Meninas, fundado pelo padre jesuíta Gabriel Malagrida.

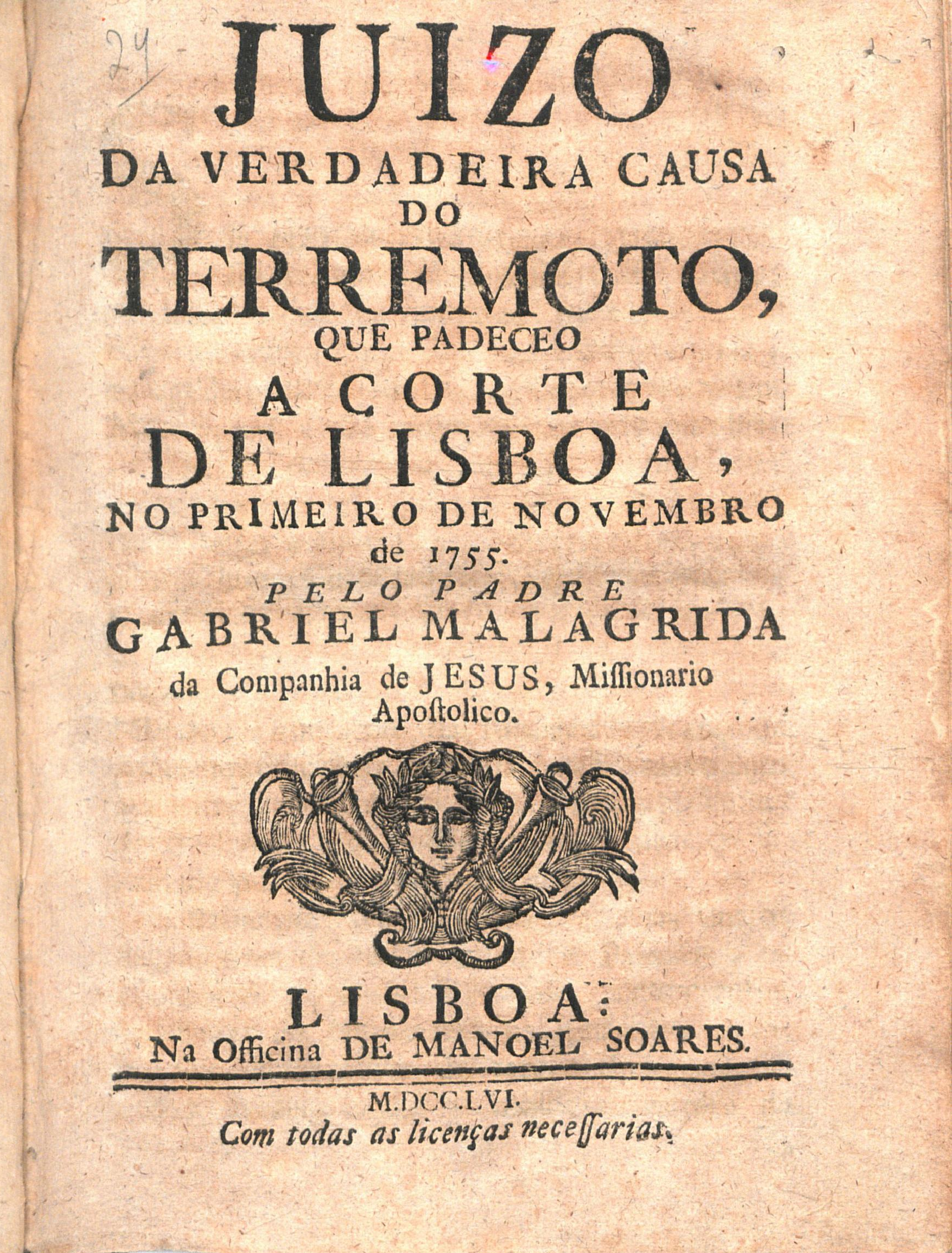
Frontispício de Juízo da Verdadeira Causa do Terramoto (1756)

Gabriel Malagrida (Menaggio, Milão, 18 de setembro de 1689 – Lisboa, 21 de setembro de 1761), nascido Gabriele Malagrida, foi um padre jesuíta italiano. Tendo sido missionário no Brasil e pregador em Lisboa, veio a ser condenado como herege no âmbito do Processo dos Távora. Foi garrotado e queimado na fogueira após um auto de fé realizado no Rossio de Lisboa.

## Biografia
Filho do médico Giacomo Malagrida e sua mulher, aos 12 anos de idade foi enviado a estudar com os Padres Somascos em Como e, demonstrando interesse para a vida religiosa, concluídos os estudos secundários foi para Milão, onde ingressou no Colégio Helvético para realizar os estudos de Filosofia e Teologia.
Em 1711, querendo tornar-se religioso, aproximou-se da Companhia de Jesus em Como, tendo sido admitido como noviço naquele mesmo ano (23 de outubro), em Génova. Trabalhou como professor na ilha de Córsega e, após completar os estudos de Teologia em Génova, pediu ao Superior Geral da Ordem Jesuíta para ser destinado como missionário, para as Índias. No entanto, em 1721, partiu antes para as missões no Brasil.

### No Brasil
Desembarcou, inicialmente, no Estado do Grão-Pará e Maranhão, já ordenado como padre, em Belém, a fim de aprender a língua indígena e trabalhar como padre na cidade.
Em 1723 foi enviado, pela primeira vez, como missionário aos Caicazes, tribo indígena que habitava ao longo do curso dos rios Itapicuru e Munim, na Capitania do Maranhão. Desta nação indígena passou a outras: os Guanarés e os Barbados, no rio Mearim, onde encontrou dificuldades, quer pela resistência dos feiticeiros da tribo, quer pela epidemia de peste que assolava os indígenas. Até ao ano de 1727 esteve entre eles, onde viveu diversos episódios arriscados. Foi retirado definitivamente da missão indígena por volta de 1729 para ensinar no Colégio de São Luís, a fim de preparar futuros missionários, ensinando Filosofia e Teologia.
A partir de 1735 inicia-se uma nova etapa como "missionário apostólico" ou missionário popular, quando, ao sair de São Luís, se dirige ao sul, via capitania do Piauí, em direção ao , especificamente à Bahia, pregando missões populares por todas as localidades em que passou, promovendo a renovação espiritual por meio dos exercícios espirituais de Santo Inácio de Loyola e animando a vida religiosa do sertão atualmente denominado nordestino, até então desamparado religiosamente.
Chegou a Salvador em 1738, onde continuou as suas pregações populares com grandes conversões, em número e qualidade. Nessa capital iniciou um convento para "convertidas" e um Seminário para o clero diocesano.
De 1741 a 1745 andou pelo sertão da capitania de Pernambuco e da capitania da Paraíba, sempre pregando retiros e tomando iniciativas de fundação de Conventos e Seminários. A capela existente até hoje no Colégio Santa Teresa, da Congregação das Irmãs de Santa Doroteia, no Maranhão, também foi fundada por ele, onde existem até hoje objetos pessoais de Malagrida que podem ser vistos mediante autorização das irmãs. Entre esses objetos encontram-se uma santa e um humilde banco de madeira onde ele dormia à época.
De 1746 a 1749 retorna ao Maranhão e Pará onde continua a sua ação de pregador de missões populares, até que concebeu a ideia de ir a Portugal, solicitar a aprovação do Rei, para funcionarem legalmente as suas fundações e conseguir recursos.

### Em Portugal
Malagrida chegou a Lisboa em 1750, tendo aí assistido aos últimos momentos da vida de João V. Permaneceu a capital até 1751, quando regressou ao Maranhão onde permaneceu até 1754. Nesse ano regressou definitivamente a Portugal, a rogo da rainha viúva Mariana de Áustria.
Quem não terá gostado, da sua influência na corte, terá sido desde logo o poderoso primeiro-ministro Sebastião José de Carvalho e Melo (futuro Marquês de Pombal) pois, graças ao seu irmão Francisco Xavier de Mendonça Furtado, governador do Grão-Pará e Maranhão, conhecia a actividade dos jesuítas no Brasil das quais ele dentro dum princípio absolutista que o dominava era completamente contra, as quais este missionário era um dos seus principais mentores e activistas em sua oposição, nomeadamente na criação de projectos de modernização e instrução das aldeias indígenas do interior para sua posterior autonomia, material e espiritual, sobre o estado central, os colonos e grandes fazendeiros.
No entretanto, acontece o sismo de Lisboa de 1755 e Malagrida, muito religioso, aproveitou o para exortar os lisboetas à reforma dos seus costumes. Acicatado pela explicação das causas naturais da catástrofe, que o governo naturalista e racionalista pombalino tinha mandado imprimir e posto a circular através de um folheto, resolveu redigir um opúsculo, uma pequena brochura que ofereceu exemplares a José I e ao marquês de Pombal, sobre moral, chamado "Juízo da Verdadeira Causa do Terramoto" (1756), em que antes pelo contrário reputava a catástrofe como sendo um castigo divino e onde defendia que o infortúnio dos desalojados só se consolaria com procissões e exercícios espirituais.
Este último, contudo, não gostou das ideias expressas por Malagrida, que reputou como um questionamento como uma insinuação acusatória à autoridade e acção do Estado do qual ele era o seu dirigente máximo, e puniu o religioso com o desterro para Setúbal. Nesta cidade, Malagrida era visitado por muitas pessoas conservadoras, que o consideravam um homem sábio e santo, entre as quais membros da família Távora.
Pouco tempo depois, Pombal acusou os jesuítas de instigarem os motins contra si, nomeadamente contra a sua criação da Companhia Geral da Agricultura das Vinhas do Alto Douro (Porto, 1757), o que lhe permitiu entre outras coisas o de extinguir as missões no Brasil e passar as suas enormes propriedades imobiliárias e empresariais para o Estado.
O suposto atentado de 3 de setembro de 1758, que culminou no processo dos Távoras, proporcionou a Pombal a ocasião para perseguir Malagrida ainda com mais rigor, acusando-o de colaboração na tentativa de regicídio e manda-o prender.
Mais tarde, fruto das várias privações nos calabouços, Malagrida com setenta e dois anos de idade, tornou-se aparentemente demente, continuando a defender obstinadamente as suas crenças que vinham através de "vozes de anjos que falavam dentro de sua cabeça.
Em seguida, os agentes policiais encorajaram-no a publicar alguns dos textos com base nessas transcrições celestiais — A primeira é intitulada "O Anti-Cristo". O segundo foi intitulado "A Vida Heróica e Maravilhosa da Gloriosa Santa Ana, mãe da Virgem Maria" — e como estes continham declarações impróprias de um homem que havia caído na loucura, foi facilmente denunciado à Inquisição, pelo próprio Marquês de Pombal, com a acusação de falso profeta, impostor e, o mais grave, de ser um herege, o que equivalia à morte na fogueira. Apesar disso, sua autoria desses tratados nunca foi provada.
Assim entregue ao tribunal do Santo Ofício de Lisboa e após um processo, criticado por vários historiadores, foi acusado de heresia e posteriormente condenado ao garrote e fogueira, penas executadas em um auto-de-fé no dia 21 de setembro de 1761, no Rossio, a praça principal de Lisboa. Na opinião do filósofo francês Voltaire na obra "Cândido, ou O Otimismo", "(…) ao excesso de absurdo, juntou-se o excesso de horror".

## Legado para a posteridade
Foi-lhe erguido um monumento, em 1887, na igreja paroquial de Menaggio.
O escritor francês Stendhal, no início do Capítulo XXII do seu romance "O Vermelho e o Negro", cita-o dizendo: "A palavra foi dada ao homem para esconder seus pensamentos."
Luiz Mott o aponta como "o maior taumaturgo do Norte e Nordeste do Brasil".
No Brasil, o realizador de cinema Renato Barbieri, em 2000, filmou o documentário "Malagrida", que ganhou o prémio do Ministério da Cultura, do OCIC para a América Latina e o Caribe Award.
Em 2005, o escritor português Pedro Almeida Vieira publicou o romance "O Profeta do Castigo Divino", que tem como personagem principal o padre Gabriel Malagrida, incidindo sobre o período anterior ao terramoto de Lisboa de 1755 até à sua morte no auto-de-fé de 1761.
Em 2011 foi criada através de ato do Governador do Estado da Paraíba a comenda da Ordem de Mérito "Gabriel Malagrida", publicada no diário oficial do Estado, n.º 14.729 de 31 de agosto de 2011, concedida as autoridades civis e militares que tenham prestado notáveis serviços à Casa Militar do Governador daquele Estado.